# Baños, Azuay
Baños är en ort i Ecuador.   Den ligger i provinsen Azuay, i den södra delen av landet, 300 km söder om huvudstaden Quito. Baños ligger 2 694 meter över havet och antalet invånare är 12 271.
Terrängen runt Baños är huvudsakligen kuperad, men västerut är den bergig. Runt Baños är det tätbefolkat, med 636 invånare per kvadratkilometer. Närmaste större samhälle är Cuenca, 7,1 km öster om Baños. I omgivningarna runt Baños växer i huvudsak städsegrön lövskog.